# Neil Kaplan
Neil Charles Kaplan (Bayonne, Nueva Jersey, 9 de marzo de 1967) es un actor de voz, animador, y comediante estadounidense. Es conocido por ser la voz de Madara Uchiha en Naruto: Shippūden, Optimus Prime en Transformers: Robots in Disguise y el Emperador Zarkon en Voltron: Legendary Defender.

## Biografía
Kaplan creció en San José, California. Comenzó su carrera como humorista haciendo impresiones de presidentes como Ronald Reagan y Richard Nixon. También se hizo pasar por un periodista poco conocido en ese momento, Dan Rather. Luego comenzó a trabajar en videojuegos, incluidos varios títulos de Star Wars. A partir de ahí pasó a hacer programas como Power Rangers, Digimon: Digital Monsters y, más recientemente, Transformers: Robots in Disguise. Una de sus voces más famosas es Hawkmon de Digimon. Una vez fue un concursante en el programa de juegos Street Smarts. En esa aparición, mostró algunas de sus otras impresiones, incluida una de Gilbert Gottfried. Fue invitado a la Power Morphicon (en Los Ángeles) en junio de 2007 y agosto de 2010, en Armageddon (en Australia y Nueva Zelanda) en octubre de 2007, y en AVCon: Festival de videojuegos y anime de Adelaide (en Australia) en julio de 2018. También creó la serie de televisión The Way it WASN'T! y la novela gráfica I, of the Wolf. Él dobló al Capitán Fort Worth en el videojuego para adultos BoneCraft.

## Filmografía

### Series Animadas
- Higglytown Heroes – Mover Hero
- Love, Death & Robots – Hank (Ep. "Suits")
- Penn Zero: Part-Time Hero – Club Owner
- Robot Chicken – Albus Dumbledore
- The Mouse and the Monster – Utility Guy
- Voltron: Legendary Defender – Emperador Zarkon
- Los autos locos – Longarm D. Lawe (Ep. "Los corredores y la prisión")

### Películas
- Digimon: La película – Hawkmon, Halsemon
- Muhammad: The Last Prophet – Amr ibn al-As, El espía
- The Happy Cricket – Sapo #1
- The Little Polar Bear – Bert

### Videojuegos
- Baten Kaitos Origins – Wiseman
- BioShock Infinite – Thursday Warren, John Hammond, Ezekiel Price
- BoneCraft – Capitán Fort Worth
- Cartoon Network: Punch Time Explosion – Grim, Johnny Bravo
- Conan – Bone Cleaver
- Destiny 2 – Dominus Ghaul
- DreamWorks Voltron VR Chronicles – Emperador Zarkon
- Final Fantasy XIII – Voces adicionales[2]
- Final Fantasy XIII-2 – Voces adicionales
- Final Fantasy XV – Voces adicionales
- Guild Wars 2 – Varios Charr y Norn NPCs, Edrick Thorn
- Hearthstone: Heroes of Warcraft – Cenarius
- Heroes of the Storm – Tychus
- Infamous First Light – Voces adicionales[3]
- Jaws Unleashed – Cruz Ruddock
- Justice League Heroes – Gorilla Grodd
- League of Legends – Aurelion Sol, Kayn (Rhaast)
- Lightning Returns: Final Fantasy XIII – Voces adicionales[4]
- Marvel Heroes – Dientes de Sable, Venom
- Middle-earth: Shadow of Mordor – Nemesis Orcs, Humans
- Naruto Shippuden: Ultimate Ninja Storm 3 –  Obito Uchiha (Ninja guerra tobi), Madara Uchiha
- Naruto Shippuden: Ultimate Ninja Storm 4 – Madara Uchiha, Obito Uchiha (Ninja guerra tobi)[5]
- Naruto Shippuden: Ultimate Ninja Storm Generations – Madara Uchiha
- Naruto Shippuden: Ultimate Ninja Storm Revolution – Madara Uchiha, Obito Uchiha (Ninja guerra tobi)
- Ninja Gaiden II – Genshin
- Red Dead Redemption 2 – La población peatonal local
- Skylanders: Giants – Batterson, Hatterson
- Skylanders: Spyro's Adventure – Nort, Maestro de armas
- Skylanders: Trap Team – Batterson, Hatterson[6]
- Spider-Man 3 – Kraven el Cazador
- Spider-Man: Battle for New York – Norman Osborn / Duende Verde
- Star Wars: The Old Republic – Skadge
- StarCraft II: Wings of Liberty – Tychus Findlay, Segador
- The Last of Us – Voces adicionales
- Transformers: la venganza de los caídos – Long Haul
- Warhammer 40,000: Dawn of War II – Retribution – Ork Nob
- World of Warcraft: Cataclysm – Cenarius
- World of Warcraft: Warlords of Draenor – Voces adicionales[7]

### Acción real
- Beetleborgs Metallix – Hornix, Médico brujo (voces, acreditadas como Bob Johnson)
- Big Bad Beetleborgs – Venus Claptrap (voz, acreditada como Bob Johnson)
- Power Rangers: la película – Oozemen (voz, sin acreditar)
- Power Rangers Rescate Relámpago – Diabólico, Monstruo de pico de oro (voces)
- Power Rangers en la galaxia – Destruxo (voz), Mutantrum (2.ª voz)
- Power Rangers, guardianes del tiempo – Gluto (voz), Narrador de recapitulación (voz, sin acreditar)